# 鄧氏祠堂 (太平鎮鄧村)
邓氏祠堂，位于中国广东省广州市从化市太平镇神岗邓村，为从化市文物保护单位，类型为古建筑，公布时间为2002年7月。
邓氏祠堂的历史年代为明代。